# 14-та гвардійська загальновійськова армія
14-та гвардійська армія (рос. 14-я гвардейская армия) — польова армія Червоної Армії, Радянських Сухопутних військ і Сухопутних військ Росії, діяла з 1956 по 1995 рік. За даними джерел в 14-й армії, більшість її військ походила з Придністровської Молдавської Радянської Соціалістичної Республіки, з цього регіону — 51 % офіцерів і 79 % призовників.

## Історія

### Друга світова війна та післявоєнний період
14-та армія була створена 25 листопада 1956 року з 10-го гвардійського Будапештського стрілецького корпусу Одеського військового округу в Кишиневі . Стрілецький корпус брав участь у Дніпровсько-Карпатській операції у складі 5-ї ударної армії та в Будапештській операції у складі 46-ї армії. Після війни частини армії, такі як 33-тя гвардійська мотострілецька дивізія, перебували в Румунській Народній Республіці, поки вони не були виведені між 1958 і 1960 роками. 3 листопада 1967 року за наказом Маршала Радянського Союзу Родіона Маліновського армія була перейменована на 14-ту гвардійську загальновійськову армію. У серпні 1968 року одна з дивізій армії, 48-а мотострілецька дивізія, брала участь у вторгненні радянських військ до Чехословаччини (відомому як операція „Дунай“), приєднавшись до Центральної групи військ. 28 жовтня 1974 року Президією Верховної Ради Радянського Союзу армія була нагороджена орденом Червоного Прапора. Вона почала вербувати придністровську молодь на військову службу на початку 1970-х років, яка згодом стала основною етнічною більшістю армії. На початку 1980-х років штаб-квартира була перенесена до Тирасполя, столиці Радянського Придністров'я. 1 квітня 1992 року президент Росії Борис Єльцин наказав перевести 14-ту гвардійську загальновійськову армію під юрисдикцію російської армії.

### Участь у Придністровській війні
На початку Придністровського конфлікту в березні 1992 року російський уряд прийняв офіційну політику нейтралітету. Незважаючи на це, більшість особового складу 14-ї гвардійської армії прихильно ставилися до створення ПМР і тому приєдналися до придністровських підрозділів і брали участь у боях у складі Збройних сил Придністров'я. Навіть її командувач, генерал Г. І. Яковлєв, перейшов на бік Придністров'я. Згодом він брав участь у заснуванні республіки та став кар'єрним політиком. Після того, як 3 грудня 1991 року він обійняв посаду голови Департаменту оборони ПМР, Євген Шапошников (на той час головнокомандувач Збройними силами СНД) негайно і назавжди звільнив його з російської військової служби. Чисельність російського особового складу армії, розташованої в Республіці Молдова, становила близько 14 000 солдатів (строковиків та офіцерів), яких підтримували 9 000 придністровських ополченців, які були озброєні та підготовлені 14-тою гвардійською армією. 23 червня генерал-майор Олександр Лебедь прибув до штабу 14-ї армії в столиці Придністров'я за наказом Сухопутних військ Росії для огляду армії та евакуації зі складу логістичного центру. 
Близько двох тижнів потому, рано вранці 3 липня, Лебедь віддав наказ нанести масований артилерійський удар з лівого берега Дністра по молдовському контингенту в Гербовецькому лісі (поблизу Бендер). Це вважалося кульмінацією конфлікту, що в кінцевому підсумку призвело до завершення військової фази конфлікту та початку тристоронніх переговорів між Росією, Придністров'ям та Молдовою.

### Розформування
Після війни чисельність особового складу частини була різко скорочена, а підпорядковані підрозділи були розподілені між Збройними Силами України та Збройними Силами Росії. Військові частини, що залишилися, були переформовані в Оперативну групу російських військ Московського військового округу в Молдові в квітні-червні 1995 року. Це було зроблено за розпорядженням Генштабу ЗС РФ. Збройні сили Молдови та уряд Придністров'я загалом визнають, що присутність 14-тої армії сприяла встановленню молдовського контролю в цьому регіоні. Багато ветеранів колишньої російської 14-тої армії отримали житло для проживання в Тирасполі та його околицях. 

## Структура

### 1960—1989рр.
Коли в 1960 році армії виповнилося чотири роки, до неї були виділені такі підрозділи:
- 59-а гвардійська мотострілецька дивізія (Тирасполь)
- 86-а гвардійська мотострілецька дивізія (Бєльці)
- 88-а мотострілецька дивізія (Білгород-Дністровський)
- 118-а мотострілецька дивізія (Болград)

У 1964 році 88-ма мотострілецька дивізія стала 180-тою мотострілецькою дивізією, а 118-та мотострілецька дивізія була перейменована на 48-му мотострілецьку дивізію .

### 1988 рік
Джерело: Мішель Холм, 14-а гвардійська загальновійськова армія.
- 59-та гвардійська мотострілецька дивізія (Тирасполь)
- 86-а гвардійська мотострілецька дивізія (м. Бельці) — 1 грудня 1989 року переведена у Флорешти Молдавської РСР. Як повідомляється, захоплена Молдовою в лютому 1992 року[11]
- 180-та мотострілецька дивізія (Білгород-Дністровський) — на початку 1992 року перейшла до України (Холм).

### 1990—1992рр.
Станом на 19 листопада 1990 року до складу 14-ї гвардійської армії входили такі підрозділи:
- Штаб армії (Тирасполь)
- 173-тя ракетна бригада (Бендери)[13]
- 189-та гвардійська ракетна бригада (Бельці):[14]
- 156-та зенітно-ракетна бригада[15] (Унгени)
- 865-й командний пункт протиповітряної оборони
- 4-й артилерійський полк (Унгени)
  - 803-й реактивний артилерійський полк (розформований, у складі 4-ї артилерійської полку)
  - 2335-й розвідувальний артилерійський полк (розформований, у складі 4-ї артилерійської обл.)
- 714-й окремий розвідувальний артилерійський батальйон (Унгени)
- 36-та окрема вертолітна ескадрилья (Тиросполь)
- 321-ша окрема ескадрилья безпілотних розвідувальних систем (Тирасполь)
- 905-й десантно-штурмовий батальйон (Тирасполь)
- 194-й понтонний мостовий полк, 115-й окремий інженерно-саперний батальйон (Паркані)
- 15-й окремий полк зв'язку (Тирасполь)
- 108-й окремий радіотехнічний полк (Бендери)
- 130-й батальйон хімічної оборони, 785-й розвідувальний батальйон NBC (Бендери)
- 58-й радіотехнічний батальйон, 976-й і 2242-й батальйони радіоелектронної боротьби (Бендери)
- 5381-та база зберігання спорядження (Флорешти) (колишня 86-та гвардійська мотострілецька дивізія)[16]
- 59-та гвардійська мотострілецька дивізія (Краматорська) в (Тирасполь)
- 5775-та база зберігання озброєння та техніки (Білгород-Дністровський Одеської області), колишня 180-та мотострілецька дивізія[16]

До 1991 року армія складалася з 59-ї гвардійської мотострілецької дивізії, двох баз зберігання та інших менших частин, а також 1162-го зенітно-ракетного полку, що залишився.

## Обладнання
На піку свого розвитку армія використовувала 229 танків, 305 одиниць різної бронетехніки, 328 гармат, мінометів і ракетних установок і 74 одиниці авіаційного транспорту.

### Транспортні засоби
- 117 МТ-ЛБ
- 25 Р-Р-145БМ
- 2 РХМ Кашалот
- 3 УР-67
- 27 9М113 Конкурс
- 32 С-60[11]
- 22 БТР-60
- 4 IRM[ru]

### Артилерія
- 36 гаубиць Д-30
- 24 2А36 «Гіацинт-Б»
- 26 БМ-27 Ураган
- 3 ПРП-3
- 3 Кльон 1
- 2 1V19
- 5 БТР-60 (Р-145БМ)

### Літаки
- 2 Су-27
- 3 Ан-2
- 1 Ан-24
- 2 Ан-26
- 4 Як-52
- 3 Л-39
- 8 Мі-8
- 4 Мі-2
- 2 Мі-24К
- 2 Мі-24Р

## Командувачі армії

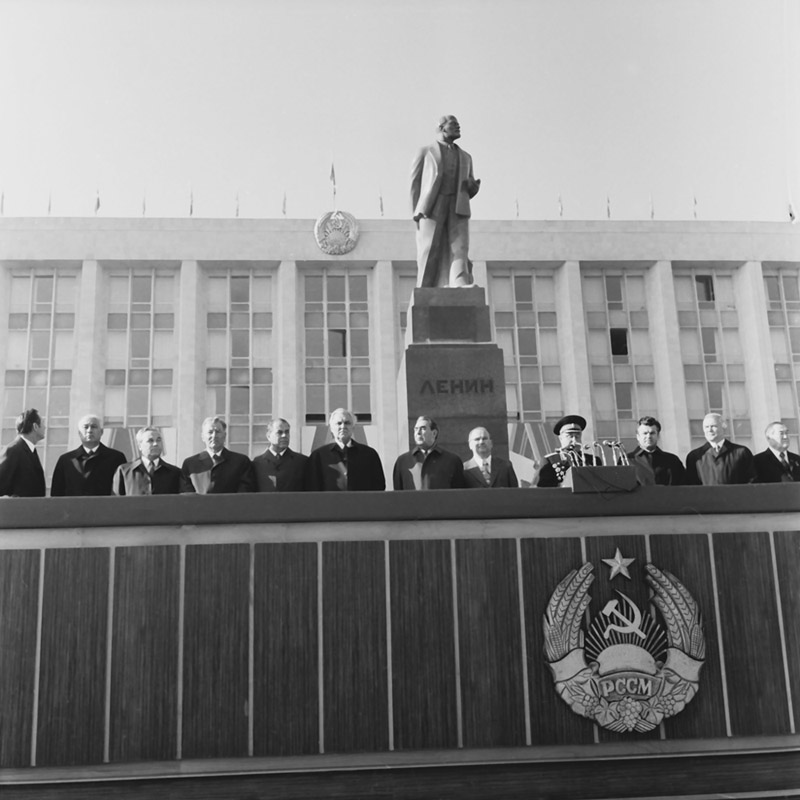
Генерал-лейтенант Григорій Яшкін виступає перед військами 14-ї армії з нагоди золотого ювілею Молдавської РСР.

14-тою гвардійською армією командували такі генерали:
- Генерал-лейтенант Іван Афонін (листопад 1956 — травень 1960)
- Генерал-майор (присвоєно звання генерал-лейтенанта в травні 1961 р.) Григорій Щербак (травень 1960 — травень 1969)
- Генерал-лейтенант Володимир Мерецков (травень 1969 — листопад 1971)
- Генерал-майор (присвоєно звання генерал-лейтенанта в листопаді 1972 року) Григорій Яшкін (листопад 1971 — грудень 1975)
- Генерал-майор (у жовтні 1979 року присвоєно звання генерал-лейтенанта) Володимир Востров (грудень 1975 — липень 1980)
- Генерал-майор (присвоєно звання генерал-лейтенанта в жовтні 1981) Віктор Єрмаков (липень 1980 — травень 1982)
- Генерал-лейтенант Борис Ткач (травень 1982 — вересень 1984)
- Генерал-лейтенант Іван Фуженко (вересень 1984 — лютий 1986)
- Генерал-майор (присвоєно звання генерал-лейтенанта в жовтні 1987) Анатолій Сергєєв (лютий 1986—1987)
- Генерал-майор (у лютому 1990 року присвоєно звання генерал-лейтенанта) Геннадій Яковлєв (1987–15 січня 1992)
- Генерал-майор Юрій Неткачов (15 січня 1992 — 27 червня 1992)
- Генерал-майор (присвоєно звання генерал-лейтенанта у вересні 1992 року) Олександр Лебедь (27 червня 1992 — 14 червня 1995)